# 산타클로스 (1996년 영화)
산타클로스(Santa With Muscles)는 미국에서 제작된 존 머로우스키 감독의 1996년 가족, 코미디 영화이다. 헐크 호건 등이 주연으로 출연하였고 브라이언 슈스터 등이 제작에 참여하였다. 출시명은 헐크 호간의 산타클로스이다.

## 출연

### 주연
- 헐크 호건
- 돈 스타크

### 조연
- 로빈 커티스
- 가렛 모리스
- 아리아 노엘 커즌
- 애덤 와일리
- 밀라 쿠니스
- 제니퍼 파즈
- 클린트 하워드
- 윌리엄 뉴먼
- 로버트 아피사
- 피에르 둘렛
- 스티브 발렌타인
- 에드 비글리 주니어
- 케이 에프론
- 다이안 로빈
- 케빈 웨스트
- 에디 도노
- 앤드레 키니
- 트로이 로빈슨
- 브렌다 송

## 제작진
- 공동제작: 마이클 C. 커디
- 공동제작: 제임스 R. 로젠달
- 공동제작: 데이빗 실버그
- 라인프로듀서: 폴라 F. 메이저
- 미술: 척 코너
- 의상: 캐서린 와그너
- 배역: 톰 맥스위니

## 같이 보기
- 크리스마스 영화 목록